# Гаярбуа-Крессанвіль
Гаярбуа́-Крессанві́ль, Ґаярбуа-Крессанвіль (фр. Gaillardbois-Cressenville) — колишній муніципалітет у Франції, у регіоні Нормандія, департамент Ер. Населення — 419 осіб (2011).
Муніципалітет був розташований на відстані близько 90 км на північний захід від Парижа, 25 км на південний схід від Руана, 45 км на північний схід від Евре.

## Історія
До 2015 року муніципалітет перебував у складі регіону Верхня Нормандія. Від 1 січня 2016 року належав до нового об'єднаного регіону Нормандія.
1 січня 2017 року Гаярбуа-Крессанвіль і Гренвіль було об'єднано в новий муніципалітет Валь-д'Орже.

## Демографія
Динаміка населення (INSEE ):
Розподіл населення за віком та статтю (2006):
| Стать | Всього | До 15 років | 15-24 | 25-44 | 45-64 | 65-85 | Понад 85 |
| --- | ------ | ----------- | ----- | ----- | ----- | ----- | -------- |
| Чоловіки | 184    | 28          | 24    | 48    | 52    | 32    | 0        |
| Жінки | 160    | 40          | 4     | 44    | 52    | 20    | 0        |
| \| Статево-вікова піраміда \| Статево-вікова піраміда \| Статево-вікова піраміда \| \| ----------------------- \| ----------------------- \| ----------------------- \| \| Чоловіки \| Вік \| Жінки \| \| 0 \| 85 + \| 0 \| \| 4 \| 80-84 \| 0 \| \| 4 \| 75-79 \| 12 \| \| 16 \| 70-74 \| 8 \| \| 8 \| 65-69 \| 0 \| \| 0 \| 60-64 \| 0 \| \| 24 \| 55-59 \| 16 \| \| 8 \| 50-54 \| 28 \| \| 20 \| 45-49 \| 8 \| \| 4 \| 40-44 \| 12 \| \| 20 \| 35-39 \| 4 \| \| 12 \| 30-34 \| 12 \| \| 12 \| 25-29 \| 16 \| \| 12 \| 20-24 \| 4 \| \| 12 \| 15-20 \| 0 \| \| 8 \| 10-14 \| 4 \| \| 12 \| 5-9 \| 20 \| \| 8 \| 0-4 \| 16 \| |        |             |       |       |       |       |          |
| Статево-вікова піраміда |        |             |       |       |       |       |          |
| Чоловіки | Вік    | Жінки       |       |       |       |       |          |
| 0 | 85 +   | 0           |       |       |       |       |          |
| 4 | 80-84  | 0           |       |       |       |       |          |
| 4 | 75-79  | 12          |       |       |       |       |          |
| 16 | 70-74  | 8           |       |       |       |       |          |
| 8 | 65-69  | 0           |       |       |       |       |          |
| 0 | 60-64  | 0           |       |       |       |       |          |
| 24 | 55-59  | 16          |       |       |       |       |          |
| 8 | 50-54  | 28          |       |       |       |       |          |
| 20 | 45-49  | 8           |       |       |       |       |          |
| 4 | 40-44  | 12          |       |       |       |       |          |
| 20 | 35-39  | 4           |       |       |       |       |          |
| 12 | 30-34  | 12          |       |       |       |       |          |
| 12 | 25-29  | 16          |       |       |       |       |          |
| 12 | 20-24  | 4           |       |       |       |       |          |
| 12 | 15-20  | 0           |       |       |       |       |          |
| 8 | 10-14  | 4           |       |       |       |       |          |
| 12 | 5-9    | 20          |       |       |       |       |          |
| 8 | 0-4    | 16          |       |       |       |       |          |

## Економіка
2010 року серед 277 осіб працездатного віку (15—64 років) 212 були активними, 65 — неактивними (показник активності 76,5%, у 1999 році було 73,4%). З 212 активних мешканців працювало 196 осіб (110 чоловіків та 86 жінок), безробітними було 16 (6 чоловіків та 10 жінок). Серед 65 неактивних 21 особа була учнем чи студентом, 28 — пенсіонерами, 16 були неактивними з інших причин.

У 2010 році в муніципалітеті числилось 162 оподатковані домогосподарства, у яких проживали 413,0 особи, медіана доходів виносила 18 424 євро на одного особоспоживача